# Stazione di Solagna
La stazione di Solagna è una fermata ferroviaria a servizio del comune di Solagna sulla linea Trento-Venezia.
La gestione degli impianti è affidata a Rete Ferroviaria Italiana controllata del Gruppo Ferrovie dello Stato.

## Strutture e impianti
Il fabbricato viaggiatori è una struttura in muratura che si compone su due livelli ma entrambe non sono fruibili da parte dei viaggiatori: il primo piano è reso disponibile per il raduno di associazioni locali mentre il piano terra, nella parte non murata, ospita la cabina elettrica e gli impianti di servizio all'infrastruttura ferroviaria.
Ai lati del fabbricato viaggiatori sono presenti un piccolo fabbricato che ospitava i servizi igienici e una pensilina in vetro e cemento.
Il piazzale si componeva di due binari: sul binario 1, di corretto tracciato, fermavano quasi tutti i treni che effettuavano servizio sulla linea, il binario 2 fungeva da incrocio. Erano serviti da una banchina e collegati da una passerella. Ora rimane soltanto il secondo in quanto il primo è stato rimosso a seguito di lavori di ristrutturazione e riordino. Non è invece stato rimosso il marciapiede né la passerella.
Nelle attività di riordino è rientrata anche la rimozione del tronco di binario che tempo addietro serviva la vicina fornace, posta appena all'uscita della galleria del monte Cornon (sulla sinistra in direzione Trento).

## Movimento
La stazione è servita da treni regionali svolti da Trenitalia e Trentino Trasporti Esercizio.